# Zeria paludicola
Espèce
Synonymes
- Solpuga paludicola Pocock, 1895

Zeria paludicola est une espèce de solifuges de la famille des Solpugidae.

## Distribution
Cette espèce se rencontre au Malawi, au Mozambique, en Tanzanie et au Congo-Kinshasa.

## Description
Le mâle mesure 34 mm et la femelle 37 mm.
Le mâle décrit par Roewer en 1933 mesure 34 mm et la femelle 34 mm.

## Publication originale
- Pocock, 1895 : Notes on some of the Solifugae contained in the collection of the British Museum, with descriptions of new species. Annals and Magazine of Natural History, sér. 6, vol. 16, p. 74–98 (texte intégral).